# Atentados no Iraque contra os yazidis em 2007
Os atentados contra as comunidades yazidis em 2007 ocorreram em 14 de agosto de 2007, quando quatro ataques suicidas coordenados atingiram as cidades de Qahtaniyah (Til Ezer) e Jazeera (Siba Sheikh Khidir), perto de Mossul, no Iraque. Os ataques visaram uma minoria religiosa curda, os yazidis.
O Crescente Vermelho Iraquiano estimou que os atentados bombistas mataram pelo menos 500 e feriram 1 500 pessoas, tornando este o mais mortal ataque de carro-bomba da Guerra do Iraque. É também o sexto ato de terrorismo mais mortal da história, após os atentados de 14 de outubro de 2017 a Mogadíscio, na Somália; o massacre dos policiais cingaleses em 1990, no Sri Lanka; os massacres do Natal de 2008, em Uganda; o massacre de Camp Speicher em 2014 e os ataques de 11 de setembro nos Estados Unidos. Nenhum grupo assumiu a responsabilidade pelo ataque.